# 俞安期
俞安期（?—?），字羡长，初名策，字公临。明代江苏吴江（今江蘇蘇州）人。
万历三十一年，徒居阳羡（今江蘇宜興），晚年居金陵（今南京），終身布衣。尝以长律一百五十韵献給王世贞，得到王世贞的赏识，由是成名。编有《唐类函》。又著有《翏翏集》四十卷、《类苑琼英》、《诗隽类函》、《续世说》十卷等書。